# Регресија (психоанализа)
Регресија у психоанализи означава повлачење либида, када се већ достигнути зрелији ступњеви развоја враћају на раније циљеве и објекте, односно, на већ превазиђене и незрелије облике понашања и задовољавања. Јавља се као реакција на фрустрацију или на трауматски доживљај. До регресије долази када се на путу зрелијег начина задовољења наиђе на препреку, а особа није у стању да пронађе одговарајуће решење.